# Samuel Holmén
Samuel Tobias Holmén (* 28. Juni 1984 in Annelund) ist ein schwedischer ehemaliger Fußballspieler.

## Werdegang

### Verein

#### Karrierebeginn und Titel in Schweden
Holmén spielte in der Jugend zunächst bei Annelunds IF. 1998 wechselte er in die Jugendabteilung von IF Elfsborg. 2002 rückte er in den Profikader auf, kam aber zunächst nur im Pokalwettbewerb zum Einsatz. Im folgenden Jahr debütierte er unter Trainer Anders Grönhagen für die Mannschaft in der Allsvenskan und etablierte sich schnell als Stammspieler im Mittelfeld des Vereins aus Borås. Zwar gelang IF Elfsborg 2003 in der Liga nur der zehnte Tabellenrang, im Pokal zog Holmén jedoch mit dem Klub ins Endspiel ein. Dort stand er am 1. November im Råsundastadion in der Startelf. Durch zwei Tore von Lars Nilsson gegen Assyriska FF zum 2:0-Erfolg errang der Mittelfeldmann an der Seite von Hans Berggren, Andreas Klarström und Jonas Lundén seinen ersten nationalen Titel. Auch nachdem Magnus Haglund ab der folgenden Spielzeit das Traineramt übernommen hatte, gehörte Holmén zu den Stammkräften des Klubs. In der Spielzeit 2006 avancierte Holmén bei seinem Klub zum regelmäßigen Torschützen. Zusammen mit Anders Svensson führte der Mittelfeldspieler mit sieben Saisontoren die interne Torschützenliste an und trug somit entscheidend dazu bei, dass IF Elfsborg zum ersten Mal seit 1961 den schwedischen Meistertitel errang.

#### Wechsel ins Ausland
Kurz vor Ende der Transferperiode im Sommer 2007 verließ Holmén nach einer weiteren Halbserie mit IF Elfsborg Schweden und wechselte zu Brøndby IF in die Superliga. Beim mehrfachen dänischen Meister, der ins Mittelfeld der Liga abgerutscht war, unterschrieb er einen Vier-Jahres-Kontrakt. Mit dem amtierenden Titelträger der Royal League, für den Holmén in seiner ersten Spielzeit 23 Ligaeinsätze und drei Saisontore verbuchen konnte, erreichte er nur einen achten Tabellenrang. Jedoch zog der Mittelfeldspieler mit Brøndby IF ins Pokalfinale ein, in dem die Elf auf Esbjerg fB traf. Nachdem Holmén seine Farben früh in Führung geschossen hatte, gelang durch Tore von Max von Schlebrügge und Martin Retov bei zwei Gegentoren von Søren Rieks durch einen 3:2-Erfolg der Triumph im Wettbewerb und damit der Einzug in den UEFA-Pokal 2008/09. Während er bei seinem Klub in allen 33 Saisonspielen auf dem Platz stand und mit fünf Saisontoren an der Seite von Stefán Gíslason, Alexander Farnerud und Jan Kristiansen als Tabellendritter hinter Meister FC Kopenhagen und Odense BK in die Qualifikationsrunde zur Europa League einzog, verpasste er als Stammkraft im Mittelfeld der Landesauswahl die Qualifikation für die Weltmeisterschaftsendrunde. Auch in der folgenden Spielzeit war er Leistungsträger beim dänischen Erstligisten, wenngleich kleinere Verletzungen ihm nur 27 Ligaeinsätze ermöglichten.
Zur Saison 2010/11 wechselte er für eine Ablösesumme von 2,2 Mio. Euro zum türkischen Süper Lig Klub Istanbul Büyükşehir Belediyespor. Istanbul BB hatte in der vorherigen Saison große Probleme gehabt, die Position des defensiven Mittelfeldspielers zu besetzen: Die für diese Aufgabe vorgesehenen „6er“ Barbosa und Marcus Vinícius waren zum Teil verletzungsbedingt ausgefallen bzw. konnte diese Position nicht wie erwünscht ausfüllen. Daher verpflichtete der Klub für die anstehenden Saison Holmén. Dieser etablierte sich auf Anhieb in der Mannschaft und bekam über die Saison sehr gute Kritiken. Bereits in seiner ersten Saison erlangte er mit seiner Mannschaft bedeutende Siege gegen die drei großen Istanbuler Klubs Fenerbahçe Istanbul, Beşiktaş Istanbul und Galatasaray Istanbul. Dabei fanden die Leistungen des Defensivspielers von der Fachpresse besondere Erwähnung. Zum Ende der Saison erreichte die Mannschaft völlig überraschend zum ersten Mal in der Vereinsgeschichte das Finale des Türkischen Fußballpokals. Nachdem die Finalbegegnung mit 2:2 zu Ende gegangen war, verlor man durch Elfmeterschießen. Nach dieser Begegnung wurde Holmen einstimmig zum Spieler des Finales gekürt. Bereits nach seiner ersten Spielzeit interessierten sich die großen Vereine für ihn. Besondere Galatasaray bemühte sich lange um eine Verpflichtung., diese scheiterte dann an einer zu hohen Ablösesumme. In seiner zweiten Saison zeigte er erneut eine überzeugende Leistung und belegt mit seinem Verein den sechsten Tabellenplatz.
Parallel hatte Holmén sich auch in der schwedischen Nationalelf etabliert, mit der er sich als bester Gruppenzweiter der Qualifikation direkt für das Endrundenturnier qualifizierte. Folglich berief ihn Nationaltrainer Erik Hamrén kurz vor Saisonende in seinen 23 Spieler starken Kader für die EM-Endrunde. Gleich nach Saisonende bemühten sich mehrere Vereine um seine Dienste – u. a. besonders Bursaspor und Trabzonspor – wegen der anstehenden Fußball-Europameisterschaft 2012 kam jedoch kein Wechsel bis zum Turnierbeginn zustande. Nachdem sein Verein Istanbul BB zum Sommer 2013 den Klassenerhalt verpasst hatte, wechselte Holmén zum Stadtrivalen Fenerbahçe Istanbul. Für die Saison 2014/15 wurde Holmé an den Ligarivalen Bursaspor ausgeliehen. Im Sommer 2015 kehrte er zwar zur Fenerbahçe zurück, wurde aber nach dem vorsaisonalen Vorbereitungscamp an den Ligarivalen Torku Konyaspor ausgeliehen. Mit dem Vertragsende bei Fenerbahçe im Sommer 2016 sollte er nach ersten Angaben zu Konyaspor wechseln und hier einen Zweijahresvertrag unterschrieben. Entgegen diesen Meldungen kehrte er aber zu seinem vorherigen Verein Istanbul Büyükşehir Belediyespor, der sich in der Zwischenzeit in Istanbul Başakşehir umbenannt hatte. Im Sommer 2017 löste er seinen noch ein Jahr gültigen Verein nach gegenseitigem Einvernehmen mit der Vereinsführung vorzeitig auf und kehrte anschließend zu seinem ersten Verein IF Elfsborg zurück. Dort spielte er bis Ende 2021, absolvierte in dieser Zeit insgesamt 119 Pflichtspiele und traf dabei sechs Mal. Nach fünfmonatiger Vereinslosigkeit schloss er sich dann am 5. Juni 2022 wieder seinem Heimatverein Annelunds IF an. Zu Beginn des Jahres 2023 beendete Holmén seine Laufbahn.

### Nationalmannschaft
Nach dem Sprung in die Stammelf in seinem Klub wurde er von Juniorennationaltrainer Tommy Söderberg im August desselben Jahres in die schwedische U-21-Auswahl berufen, in der er beim 2:0-Erfolg über die griechische Juniorennationalmannschaft als Einwechselspieler für Andreas Johansson erstmals eingesetzt wurde. Im weiteren Saisonverlauf konnte er sich in der Auswahlmannschaft halten, bei den Play-off-Spielen zur Qualifikation zur U-21-Europameisterschaft 2004 gegen die spanische U-21-Auswahl saß er als Ersatzmann jedoch nur auf der Bank. Im Sommer 2004 gehörte er zum Kader bei der U-21-Europameisterschaft und erhielt das Jersey mit der Rückennummer „8“. Im Verlaufe des Turniers kam er in drei Spielen zum Einsatz, darunter die Halbfinalniederlage gegen die serbische U-21-Mannschaft im Elfmeterschießen. Im Spiel um den dritten Platz, das durch einen Treffer von Carlitos in der 114. Spielminute mit einer 2:3-Niederlage nach Verlängerung endete, saß er wiederum nur auf der Ersatzbank. Nach dem Turnier gehörte er weiterhin zur Mannschaft und trat mit ihr in der Qualifikation zur folgenden U-21-Europameisterschaft an, wo die Mannschaft jedoch als Gruppendritter hinter Kroatien und Ungarn die Endrunde verpasste. Parallel zu seinen regelmäßigen Toren bei IF Elfsborg hatte er sich als Stammspieler in der U-21-Nationalmannschaft etabliert, mit der er an der Qualifikation zur EM-Endrunde 2007 antrat. Nachdem hierbei das erste Spiel gegen die mazedonische Juniorenauswahl mit 3:1 gewonnen wurde, trug er mit dem Treffer zur zwischenzeitlichen 1:0-Führung beim 2:0-Sieg über die dänische U-21-Auswahl entscheidend zum erneuten Einzug in die Play-off-Spiele bei. Dort scheiterte er jedoch im September 2006 mit der Mannschaft nach einem 3:0-Auswärtserfolg, bei dem er erneut zu den Torschützen zählte, durch eine 0:5-Heimniederlage an der serbischen Juniorennationalmannschaft.
Holméns Auftritte in der Allsvenskan und der Juniorennationalmannschaft wurden im Herbst 2006 mit der erstmaligen Berufung in die A-Nationalmannschaft durch Nationaltrainer Lars Lagerbäck belohnt, als er nach Absagen von Anders Svensson und Olof Mellberg nachrückte. Am 15. November 2006 debütierte er in Le Mans bei der 0:1-Niederlage gegen die Elfenbeinküste durch ein Tor von Didier Drogba in der Auswahlmannschaft, als er in der 85. Minute für Daniel Andersson eingewechselt wurde. Nachdem sich Holmén bei Brøndby IF etablierte und nachdem er bis dato stets nur unregelmäßig von Lagerbäck in der Nationalelf berücksichtigt worden war, gelang ihm in seinem fünften Länderspiel beim 1:0-Erfolg über die costa-ricanische Landesauswahl anlässlich einer Südamerikatour mit dem spielentscheidenden Treffer sein erstes Länderspieltor. Trotz einer guten Saison wurde Holmén nicht für schwedische Auswahl bei der Europameisterschaft 2008 in Österreich und der Schweiz berücksichtigt, konnte sich jedoch nach dem Turnier im Nationalmannschaftskader etablieren. Beim 2:1-Erfolg über Ungarn am 10. September 2008 im Rahmen der Qualifikation zur Weltmeisterschaft 2010 gelang ihm mit dem Tor zur zwischenzeitlichen 2:0-Führung sein erster Pflichtspieltreffer im Nationaljersey.

## Erfolge
Mit IF Elfsborg
- Schwedischer Meister: 2006
- Schwedischer Pokalsieger: 2003

Mit Brøndby IF
- Dänischer Pokalsieger: 2008

Mit Istanbul Başakşehir
- Türkischer Vizemeister: 2016/17
- Türkischer Pokalfinalist: 2011, 2016/17

Mit Fenerbahçe
- Türkischer Meister: 2013/14

Mit Bursaspor
- Türkischer Pokalfinalist: 2014/15